# 조슈아 레드먼

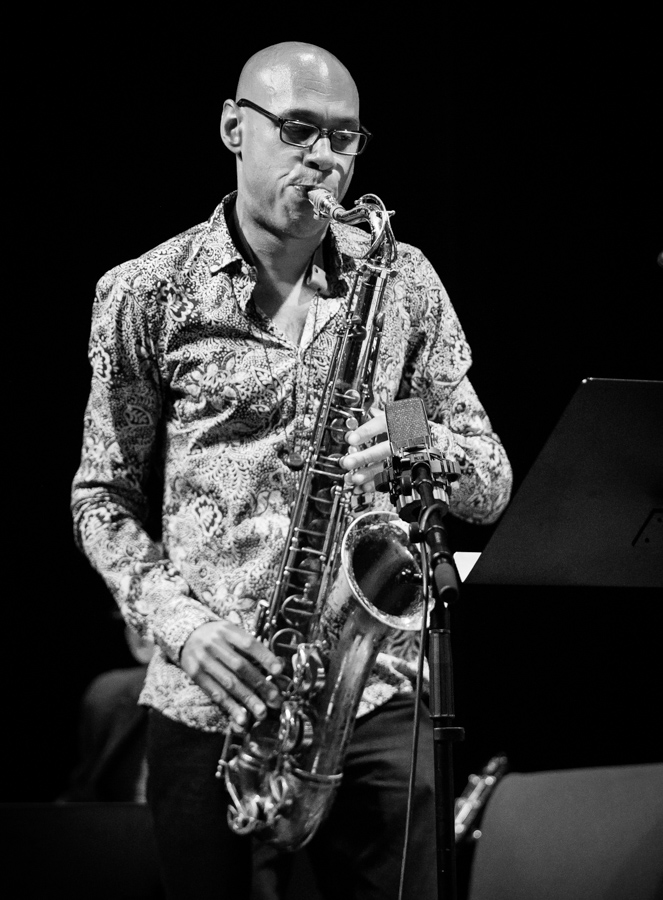
2017년 모습

조슈아 레드먼(Joshua Redman, 1969년 2월 1일 ~ )은 미국의 재즈 색소폰 연주자이다.
1969년 캘리포니아 버클리의 유태인 가정에서 태어났다. 색소폰의 거장 듀이 레드먼의 아들이다. 1991년 하버드 대학교 재학 중 재즈 대회에서 우승한 것을 계기로 음악인이 되었다. 1990년대 중반부터 정통 재즈 스타일에서 벗어난 연주를 하기 시작했다. 요요마, 사이먼 래틀, 스티비 원더, 퀸시 존스, 롤링 스톤스 등 재즈 외의 음악가와도 작업을 했다.

## 음반
- 2009년 - <<콤파스(Compass)>>
- 2001년 - <<Timeless Tales (For Changing Times)>>
- <<Freedom In The Groove>>
- 1993년 - <<위시(Wish)>> -- 빌보드 '톱 재즈 앨범' 1위.
- 1993년 - <<조슈아 레드맨>> (데뷔)